# Philippe-François Bart
Philippe-François Bart, né le 28 février 1706 à Dunkerque (Flandre française) et mort le 12 mars 1784  à Paris (Île-de-France), est un officier de marine français. Petit-fils du célèbre corsaire dunkerquois Jean Bart et fils de François-Cornil Bart, il a servi dans la Marine royale au milieu du XVIIIe siècle.

## Biographie
Reçu chevalier de Saint-Louis, le 1er janvier 1746, il est commandant de la Marine à Dunkerque avant d'être nommé commandant général de Saint-Domingue et des îles sous le Vent en Amérique, poste qu'il occupe pendant une grande partie de la guerre de Sept Ans, de mars 1757 à juillet 1762. Il termine sa carrière avec le grade de chef d'escadre des armées navales ad honores.
Son mariage, en 1756, avec une jeune fille de 19 ans à peine (il en a 50) est malheureux. Lorsqu'il l'embarque avec lui pour Saint-Domingue, dont il vient d'être nommé gouverneur, elle le trompe sous ses yeux pendant la traversée et débarque sur l'île en qualité de maîtresse attitré d'un autre officier — à peine moins âgé que lui — le prince de Bauffremont-Listenois. Il sera contraint, quelques années plus tard, en 1768, à un humiliant désaveu de paternité.